# 埃克布勞山
埃克布勞山（英語：Mount Ekblaw）是南極洲的山峰，位於瑪麗伯德地，處於范瓦爾肯堡山以東6公里，屬於克拉克山脈的一部分，海拔高度1,235米，現時由南極條約體系管理。